# Metrosideros elegans
Metrosideros elegans är en myrtenväxtart som först beskrevs av Xavier Montrouzier, och fick sitt nu gällande namn av Georges Eugène Charles Beauvisage. Metrosideros elegans ingår i släktet Metrosideros och familjen myrtenväxter.
Artens utbredningsområde är Nya Kaledonien. Inga underarter finns listade i Catalogue of Life.